# Lepino
Lepino (niem. Leppin) – wieś w Polsce położona w województwie zachodniopomorskim, w powiecie świdwińskim, w gminie Sławoborze.
W latach 1975–1998 miejscowość administracyjnie należała do województwa koszalińskiego.
Wieś leży przy trasie byłej linii wąskotorowej Białogard – Lepino z przystankiem Lepino.

## Historia
We wsi znajdują się ruiny barokowego pałacu z końca XVIII w., należał do rodziny Blankenburg. Na obrzeżach zabudowania pofolwarczne i ryglowy dwór zarządcy z II poł. XIX w. Założenie pałacowe znajduje się w zachodniej części wsi, a prowadzi do niego aleja kasztanowa, przechodząca w drogę biegnącą przez podwórze i kończąca się podjazdem przed fasadą pałacu. Za pałacem znajduje się 3 hektarowy park krajobrazowy z końca XVIII w.